# Mats Larsson (arkeolog)
Mats Larsson, född 1951, är professor emeritus i arkeologi vid Linnéuniversitetet i Kalmar.
Larssons specialitet är bondestenåldern (neolitikum). Han skrev sin avhandling vid Lunds universitet 1984 med titeln Tidigneolitikum i Sydvästskåne. Kronologi och bosättningsmönster. Under sin tid som forskarstuderande arbetade han som delprojektledare, med professor Lars Larsson, på det stora projektet "Kulturlandskapet under 6000 år", Ystadprojektet. På detta blev han 1992 docent. Efter sin tid i Lund blev Larsson förste antikvarie vid Riksantikvarieämbetet med placering i Linköping, UV-Öst.
Efter många år som projektledare blev han 1999 lektor vid dåvarande Högskolan i Kalmar. Under åren har Larsson lett ett stort antal arkeologiska undersökningar. Bland annat har han lett grävningar vid Åbyboplatsen i Östergötland, med värdefulla fynd från den gropkeramiska kulturen. Ett internationellt samarbete med framförallt arkeologer i Polen, Tyskland, Danmark och under senare år Storbritannien följde. Både studenter och han själv deltog i undersökningar vid bland annat Stonehenge och i Wales. 2004 blev han professor vid Högskolan i Kalmar, som sedan 2010 är en del av Linnéuniversitetet. Larsson har haft ett flertal förtroendeuppdrag under åren. Han var bland annat dekan vid fakulteten för humaniora och samhällsvetenskap 2010–2012. 2017 gick han i pension.
Han har publicerat ett stort antal vetenskapliga artiklar och böcker om neolitikum under de år som han har arbetat inom fältet. 2017 gav han ut boken Life and Death in the Mesolithic of Sweden.